# 吳大瑞
吳大瑞（？—1801）為中國清朝武官官員。吳大瑞於1795年（乾隆60年）以守備(汕頭潮州府鎮標營千總)官職奉旨接替先前陣亡的張無咎，於台灣地區擔任台灣北路協副將。而隸屬台灣鎮之下的此官職是台灣清治時期中的這階段，台南以北之台灣中南部及北部的駐地最高武官將領。
1801年，吳大瑞因病卒於副將任內。